# Jiang Jijian
Dans ce nom chinois, le nom de famille, Jiang, précède le nom personnel.
Jiang Jijian, est un rameur d'aviron handisport chinois.

## Carrière sportive
Il a participé aux Jeux paralympiques d'été de 2020 dans la compétition d'aviron et a remporté une médaille de bronze dans l'épreuve de double mixte en couple avec sa coéquipière, Liu Shuang.